# Václav Ježek
Pour les articles homonymes, voir Ježek.
Václav Ježek, né le 1er octobre 1923 à Zvolen et mort le 27 août 1995 à Prague, était un footballeur puis entraîneur de football tchécoslovaque. Il reste célèbre pour avoir été l'entraîneur de l'équipe nationale tchécoslovaque qui a remporté le Championnat d'Europe des nations 1976 en battant en finale la RFA aux tirs au but.

## Carrière d'entraîneur

### Clubs
- Tatran Liberec  (équipes de jeunes)
- Jiskra Liberec  (équipes de jeunes)
- Lokomotiva Česká Lípa -  Tchécoslovaquie
- 1959-1963 : Dukla Prague  (équipes de jeunes)
- 1963-1969 : AC Sparta Prague
- 1969-1972 : ADO Den Haag
- 1972-1978 : équipe nationale de Tchécoslovaquie
- 1978-1982 : Feyenoord Rotterdam
- 1982-1984 : AC Sparta Prague
- 1984-1986 : FC Zurich
- 1986-1988 : AC Sparta Prague
- 1988-1990 : équipe nationale de Tchécoslovaquie  (entraîneur-adjoint)
- 1990 : AC Sparta Prague
- 1991-1992 : Slavia Prague
- 1993 : équipe nationale tchèque et slovaque  -

### Principaux titres
- Championnat d'Europe des nations 1976 avec la Tchécoslovaquie
- 4 fois vainqueur du championnat de Tchécoslovaquie avec le Sparta (1965, 1967, 1984, 1990)
- 1 coupe des Pays-Bas avec le Feyenoord (1980)